# Marina Tchebourkina
Marina Tchebourkina (Moscou, Rússia, 1965) és una organista i musicòloga amb nacionalitat francesa i russa, doctora en ciències de les arts, experta en música per a orgue barroc francès i també exerceix d'ambaixadora de la música russa per a orgue.

## Biografia
El 1989 es va graduar al Conservatori Estatal de Moscou P. I. Txaikovski, amb dues qualificacions summa cum laude en estudis d'orgue i musicologia.
El 1992 es doctorà en arts musicals (interpretació en concerts i docència) i en ciències de les arts, amb el màxim reconeixement acadèmic.
Del 1992 al 1994 Marina Tchebourkina va aprofundir els seus coneixements estilístics sobre música d'orgue en estades a França (amb Marie Claire Alain, Michel Chapuis, Louis Robilliard) i Alemanya (amb Harald Vogel).
El 1995, un cop acabada la reconstrucció de l'orgue del Palau de Versalles, Michel Chapuis la va convidar a col·laborar amb ell, i el 1996 fou l'organista de la Capella Reial de Versalles, càrrec que va ocupar durant quinze anys, fins al 2010.
Des del 2006 Marina Tchebourkina és membre de la Comissió Nacional dels orgues històrics de França. Des del 2010 és professora visitant al Conservatori Estatal de Moscou P. I. Txaikovski de Rússia. Des del 2013 és investigadora associada a la Universitat de Paris I Panthéon-Sorbonne de França.

## Títols científics
- 1994: Ph.D.: Olivier Messiaen's Organ Music.[6]
- 2013: Dr. Habil. (Accreditation to supervise Research): French Baroque Organ Art: Music, Organ building, Performance.[7]

## Distincions
- 2005: Chevalier dans l'Ordre des Arts et des Lettres (França)[8]